# Mário Gusmão
Mário Gusmão (Cachoeira, 20 de janeiro de 1928 — Salvador, 20 de novembro de 1996) foi um ator brasileiro.

## Biografia
Mário Gusmão nasceu no dia em que os terreiros baianos comemoram o grande orixá Ogum. Começou a vida como servente num presídio de Salvador. Mas a curiosidade pessoal e o estímulo da família fizeram com que se dedicasse aos estudos, atingindo os limites a que os jovens negros e pobres conseguiam chegar na época e indo mais além.
O Ator Mário Gusmão, é primeiro negro formado na Escola de Teatro da Universidade Federal da Bahia (UFBA). "Ë considerado precursor dos movimentos negros de Ilhéus e Itabuna pelos militantes destes municípios. Foi durante sua estada na região, na década de 80, que surgiram várias entidades importantes para a história de luta do movimento negro."
"Em 68 anos de vida (1928-1996) foi intensa a produção artística de Mário Gusmão: participou de dezenas de peças de teatro, de novelas e seriados da televisão brasileira; fez dezesseis filmes, além de inúmeros espetáculos de dança. Ganhou destaque no cinema com Glauber Rocha nos anos de maior efervescência cultural do país. Atuante no movimento negro apoiou a formação dos mais tradicionais blocos afros de Salvador. Já na década de 80, revelou artistas no interior. Mas morreu pobre, consumido pelo câncer, exilado na Avenida Peixe, no bairro da Liberdade, em 20 de novembro de 1996’’.

## Filmografia

### No cinema
| Ano  | Título                                       | Personagem |
| ---- | -------------------------------------------- | ---------- |
| 1963 | Deus e o Diabo na Terra do Sol               | —          |
| 1964 | O Caipora                                    | —          |
| 1969 | O Dragão da Maldade Contra o Santo Guerreiro | Antão      |
| 1970 | Rebelião dos Brutos                          | —          |
| 1971 | Pindorama                                    | —          |
| 1972 | O Anjo Negro                                 | —          |
| 1976 | Dona Flor e Seus Dois Maridos                | Arigof     |
| 1980 | A Idade da Terra                             | Bambalaô   |
| 1983 | Estranho Desejo                              | —          |
| 1985 | Chico Rei                                    | Quinderê   |
| 1986 | Jubiabá                                      | —          |
| 1996 | Tieta do Agreste                             | Jubiabá    |

### Na televisão
| Ano  | Título                 | Personagem  | Emissora      |
| ---- | ---------------------- | ----------- | ------------- |
| 1978 | Maria, Maria           | Africano    | Rede Globo    |
| 1985 | Tenda dos Milagres     | Pai João    | Rede Globo    |
| 1986 | Dona Beija             | —           | Rede Manchete |
| 1988 | O Pagador de Promessas | Mestre Coca | Rede Globo    |
| 1990 | Mãe de Santo           | Negro Velho | Rede Manchete |
| 1992 | Tereza Batista         | Velho       | Rede Globo    |